# Necroscia thisbe
Necroscia thisbe är en insektsart som beskrevs av Carl Stål 1877. Necroscia thisbe ingår i släktet Necroscia och familjen Diapheromeridae. Inga underarter finns listade i Catalogue of Life.